# Rogier Vandeweghe

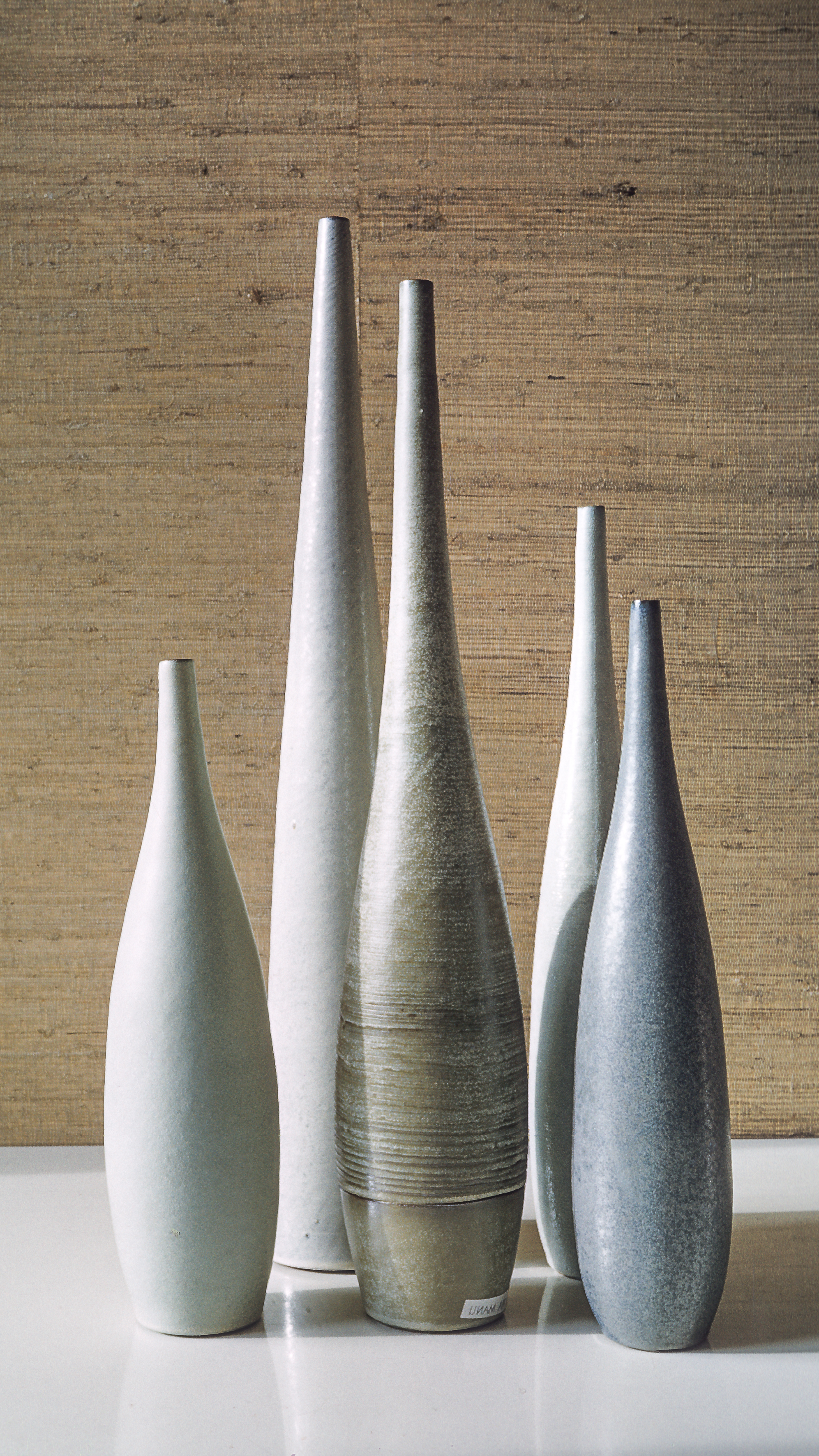
flesvazen

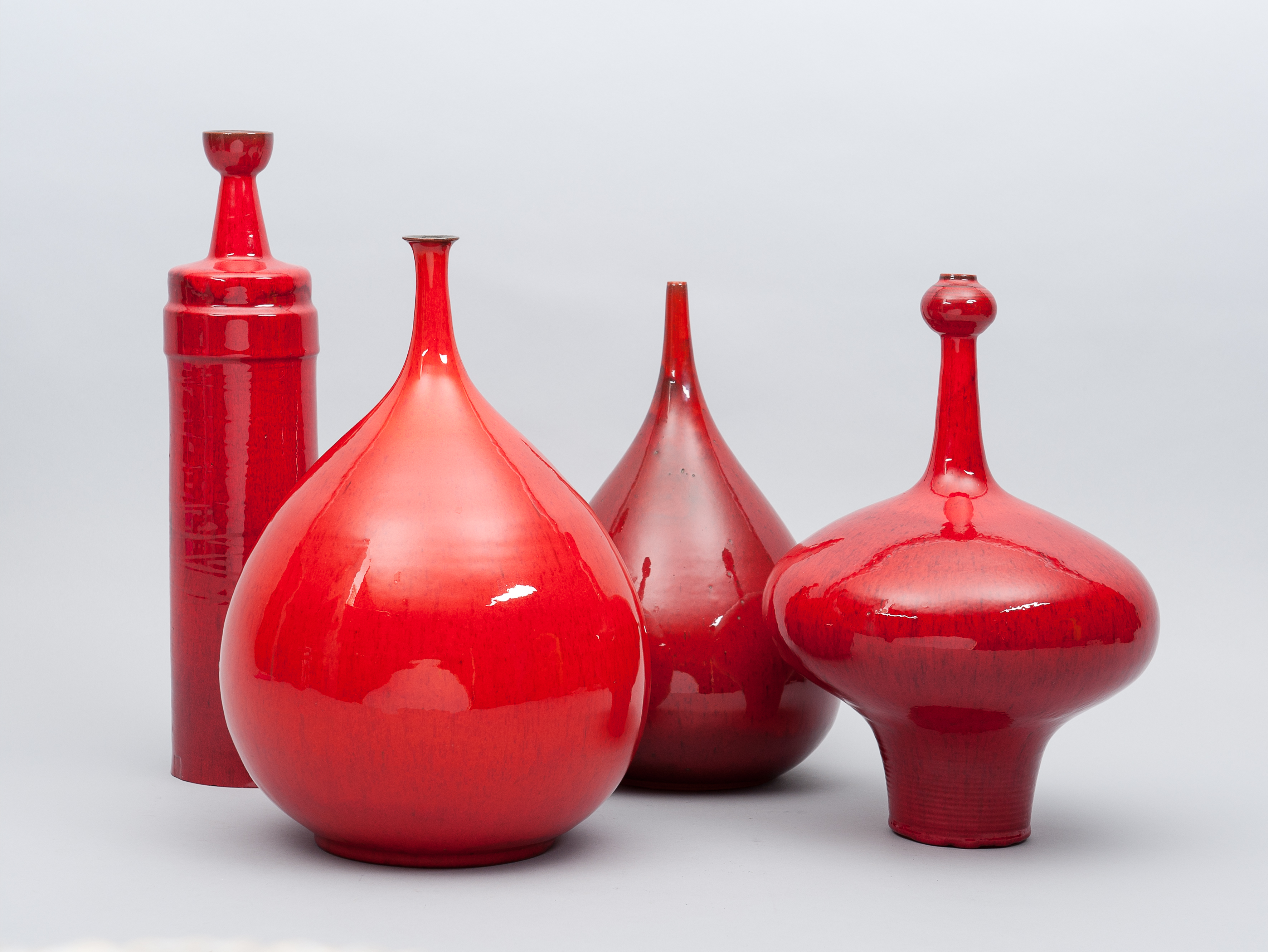
oranjerode vazen

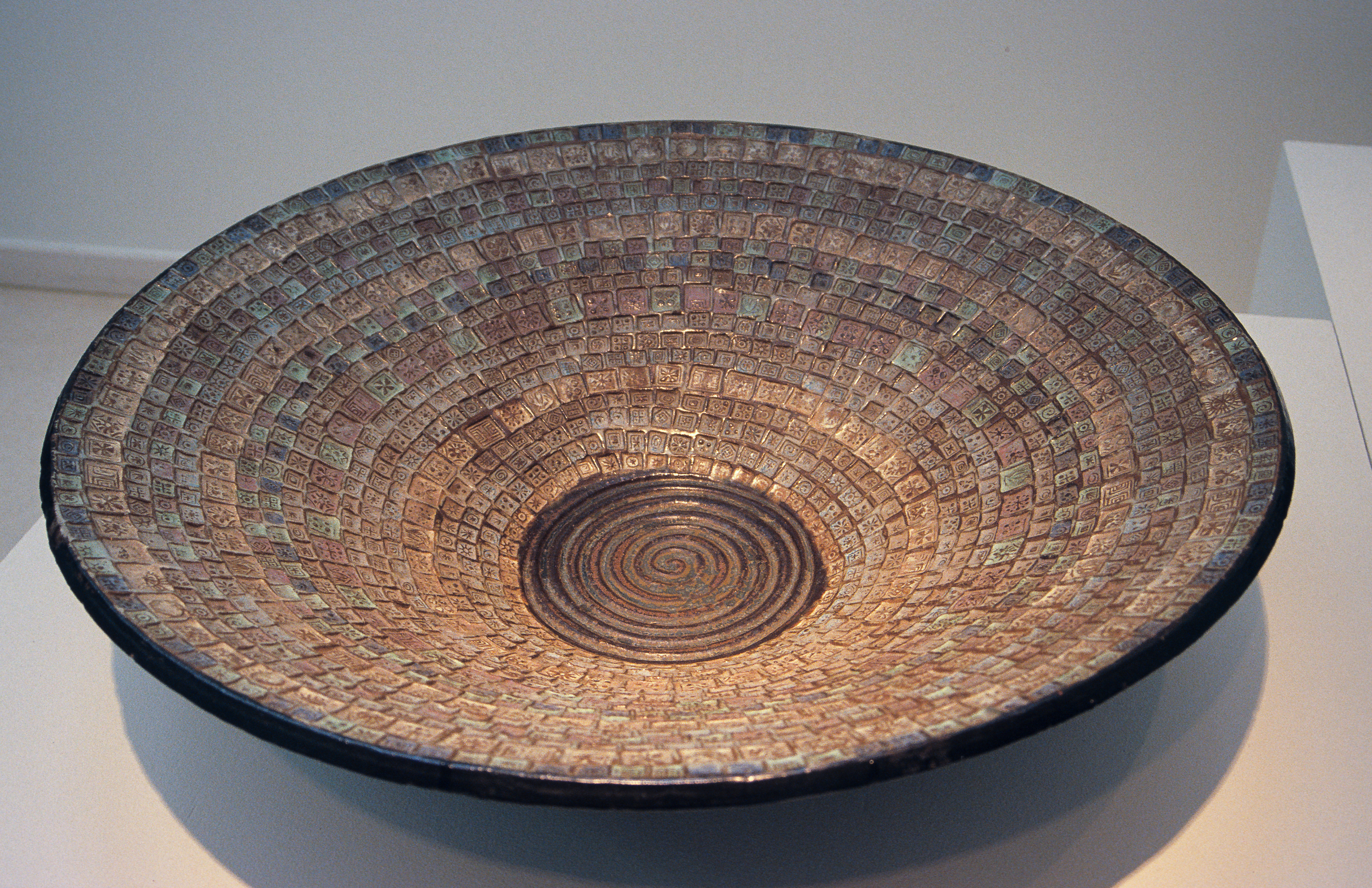
grote schaal

Rogier Vandeweghe (Ruiselede, 21 mei 1923 - Brugge, 6 augustus 2020) was een Belgisch keramist, glaskunstenaar, kalligraaf en schilder. 
Hij werd in 1923 als jongste zoon geboren in het gezin van Alberic Vandeweghe en Emma Maria Mestdagh. Het gezin verhuisde enkele jaren later naar Beernem. Rogier huwde in 1954 te Brugge (Sint-Anna) met Myranna Pyck.  

## Beginperiode
Rogier kreeg zijn artistieke opleiding in Sint-Lucas in Gent (1940-1945) en volgde een korte stage in 1947 bij Joost Maréchal. Kort daarop startte hij met zijn broer Laurent Vandeweghe (1916-2002) een keramiekatelier in Aalter (1948-1949). Daarop bouwden zij in Beernem,  op grond van hun vader, een groter bedrijf. Hun atelier kreeg de naam 'Perignem' (door het vuur). Rogier profileerde zich als de artistieke leider die de ontwerpen leverde en tevens keramische objecten beschilderde. In 1954 ging hij ook van start met de productie van glas-in-loodramen. 
Twee stijlen domineerden de vormgeving: enerzijds de kopie-antiek (Delft en Strasbourg) en anderzijds een eerder volks-traditionele decoratie in de stijl van  Joost Maréchal. Naast deze sier- en gebruiksvoorwerpen werden van meet af aan ook meerdere reliëfs en beelden (groot en klein) gemaakt voor kerken, kloosters en privé-woningen. Voor de ontwerpen van de sculpturen werd beroep gedaan op de  beeldhouwers Cyriel Maertens en Jaak Van de Vijver. Af en toe kreeg Rogier ook opdrachten voor muurschilderingen in West-Vlaamse kerken. Moderne vormen en decors waren eerder uitzondering dan regel in het atelier Perignem. Zijn broer Laurent die geen artistieke opleiding genoot, nam meerdere technische taken op zich (bereiding van klei, vullen en uitladen van de ovens e.d.). De keramiek was zeer verscheiden in omvang en gebruik: kruiken, kannen, asbakken, kleine en grote vazen, tegels en tegeltableaus. 

## Eigen werk en artistieke loopbaan
Rogier verliet in 1955 Perignem en richtte samen met zijn vrouw Myranna Pyck (die sinds 1952 werkzaam was als keramiekschilderes bij Perignem) een nieuw atelier (keramiek- en glasraambedrijf) op in Sint-Andries (Brugge), waar hij buitengewoon subtiele glazuur vervaardigde. Het Atelier Rogier Vandeweghe startte bescheiden met twee medewerkers, namelijk een glazenier en een manusje-van-alles. 
Na de bouw van een moderne villa met bijhorende grote werkruimte groeide hun atelier uit tot een bedrijf met een twintigtal medewerkers. In 1960 gaven Rogier en Myranna hun bedrijf de naam 'Amphora'. De ontwerpen van Rogier kregen internationale erkenning met een tweede prijs op het Concorso Internazionale della Ceramica te Monza (Italië) in 1960 en een prijs op de Internationale Handwerkmesse in München in 1963. De ultieme bekroning van Rogiers keramische creaties vond plaats in 1964 met een 'Medaglia d’Oro della Presidenza del Senato' op het Concorso Internazionale della Ceramica d’Arte in Faenza. In de jaren 1960 kreeg Amphora bekendheid voor zijn geraffineerde vazen met een sierlijk silhouet waarin Rogier Vandeweghe zich als estheet volledig kon uitleven. De oranjerode flesvazen en bolvazen uit de jaren 1963-1975 werden in Vlaanderen door vele ateliers nagebootst.
In 1979 installeerde hij ook een schouw in Zwijnaarde.

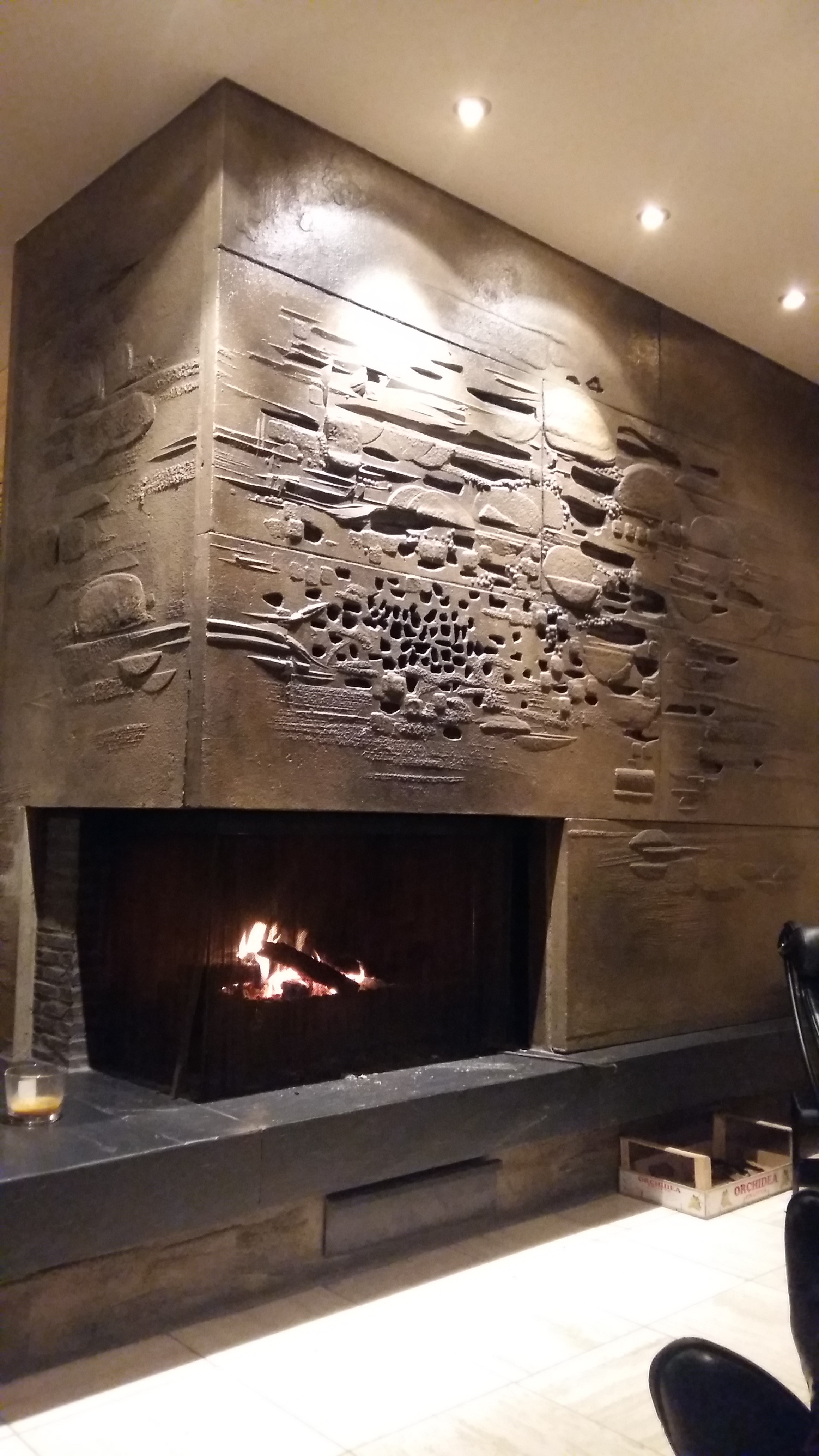
schouw in privé woning te Zwijnaarde, Gent

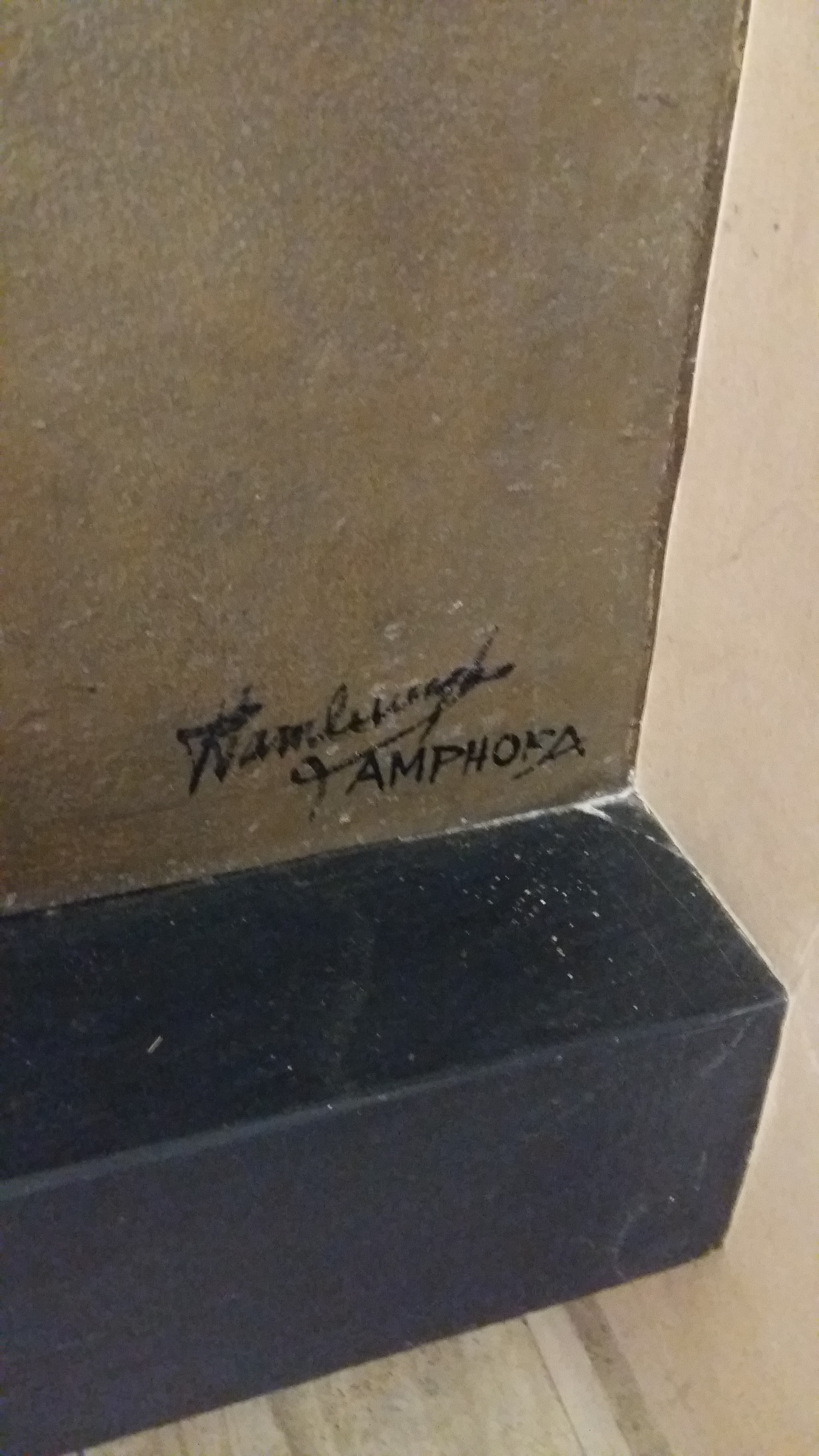
de schouw is gesigneerd

In de jaren negentig begon hij te schilderen en maakte hij aquarellen. In een aantal West-Vlaamse kerken (o.a. in Koekelare, Beernem, Brugge) bevinden zich glasramen van zijn hand of andere kunstwerken.

## Enkele werken in kerken/abdijen
- kerk Heilige Maria Moeder Gods (glas in lood) in Beernem (1962-1965)
- Heilig Hart- en Sint-Philippuskerk (abdijkerk Sint-Pietersabdij) in Steenbrugge-Assebroek
- Kapel MPI Maria Ter Engelen in Klerken (wandsculptuur, glas in lood)
- Duinenkerk te Koksijde
- abdijkerk van Ten Putte in Gistel
- Sint-Martinuskerk in Koekelare
- keramiekbeeld Maria Ster der Zee in de Sint-Pieterskerk in De Panne
- Sint-Trudoabdij (kruisweg in natte bepleistering gegrift) in Male, Sint-Kruis

Op hoge leeftijd zegde Vandeweghe het actieve kunstenaarsleven vaarwel. Het echtpaar kwam in de Beenhouwersstraat in Brugge wonen om er een rustige oude dag te slijten.
- Gemeinsame Normdatei: 1182470750
- International Standard Name Identifier: 0000 0005 0064 8111
- Library of Congress Control Number: no2019113287
- Système universitaire de documentation: 242490204
- Virtual International Authority File: 2885155466469102160008